# 克拉卡內群島
克拉卡內群島（英語：Klakkane Islands）是南極洲的群島，位於麥克羅伯特森地，處於法林頓島以東3公里，屬於威廉斯科斯比群島的一部分。包含此島在內，鄰近島嶼及島上的地物大多由1936年的英國皇家探險隊「RRS William Scoresby」的探索人員調查及發現。目前由南極條約體系管理。

## 腳註

### 外部來源
- . 香港中文大學.   [2024-02-29]. （原始内容存档于2024-02-29） （中文）.

 本条目引用的公有领域材料来自美国地质调查局的文档《克拉卡內群島》 （資料來自地名信息系统）。

67°15′S 59°46′E / 67.250°S 59.767°E